# Chianche
Chianche é uma comuna italiana da região da Campania, província de Avellino, com cerca de 610 habitantes. Estende-se por uma área de 6 km², tendo uma densidade populacional de 102 hab/km². Faz fronteira com Altavilla Irpina, Ceppaloni (BN), Petruro Irpino, San Nicola Manfredi (BN), Sant'Angelo a Cupolo (BN).

## Demografia
| Variação demográfica do município entre 1861 e 2011                               |
|                                                                                   |
| Fonte: Istituto Nazionale di Statistica (ISTAT) - Elaboração gráfica da Wikipedia |